# Cách mạng 1989
Cách mạng 1989, hay còn được gọi là Sự sụp đổ của chủ nghĩa xã hội ở Liên Xô và các nước Đông Âu (còn được gọi bằng nhiều tên gọi khác như là Mùa thu của phong trào Cộng sản, Sự sụp đổ của khối Cộng sản chủ nghĩa, Các cuộc cách mạng ở Đông Âu và Mùa thu của các Quốc gia) là sự sụp đổ mang tính hệ thống của các nhà nước chủ nghĩa xã hội và chủ nghĩa cộng sản theo chủ nghĩa Marx-Lenin tại Liên Xô, Đông Âu và một số nước khác.
Các sự kiện của cuộc cách mạng toàn diện bắt đầu ở Ba Lan vào năm 1989 và tiếp tục ở Hungary, Đông Đức, Bulgaria, Tiệp Khắc và Romania. Một đặc điểm chung của hầu hết những cuộc cách mạng này là việc sử dụng rộng rãi các chiến dịch Phản kháng dân sự, thể hiện sự phản đối của dân chúng đối với việc tiếp tục hệ thống đơn đảng và góp phần tạo ra áp lực thay đổi. Romania và Afghanistan là hai nước duy nhất lật đổ chế độ cộng sản bằng bạo lực. Các cuộc biểu tình ở Quảng trường Thiên An Môn (tháng 4 đến tháng 6 năm 1989) không thể kích thích những thay đổi chính trị lớn ở Trung Quốc, nhưng những hình ảnh gây ảnh hưởng về sự can đảm bất chấp mọi thứ trong cuộc biểu tình đó đã giúp thúc đẩy các sự kiện ở những nơi khác trên thế giới. Vào ngày 4 tháng 6 năm 1989, Công đoàn Đoàn kết đã giành chiến thắng áp đảo trong cuộc bầu cử tự do một phần ở Ba Lan, dẫn đến sự thay đổi hệ thống chính trị một cách hòa bình ở nước này vào mùa hè năm 1989. Cũng trong tháng 6 năm 1989, Hungary bắt đầu tháo dỡ phần Bức màn sắt của mình.
Việc mở một cửa khẩu biên giới giữa Áo và Hungary tại Cuộc dã ngoại Liên Âu vào ngày 19 tháng 8 năm 1989 sau đó đã gây ra một phản ứng dây chuyền hòa bình, cuối cùng thì Đông Đức không còn nữa và Khối phía Đông đã tan rã. Do hành động bất nhất của các nhà cầm quyền Đông Âu tại Cuộc dã ngoại Liên Âu, tính liên kết của Khối Đông Âu đã bị phá vỡ. Giờ đây, các công dân của Khối phía Đông được truyền thông cho biết rằng Bức màn sắt không còn chặt chẽ và quyền lực của nhà cầm quyền ngày càng bị suy yếu. Điều này dẫn đến các cuộc biểu tình lớn ở các thành phố như Leipzig và sau đó là sự sụp đổ của Bức tường Berlin vào tháng 11 năm 1989, được coi là cửa ngõ biểu tượng cho sự thống nhất của Đức vào năm 1990.
Liên Xô trở thành một nước cộng hòa bán tổng thống đa đảng cho đến khi giải thể vào tháng 12 năm 1991, dẫn đến 11 quốc gia mới (Armenia, Azerbaijan, Belarus, Gruzia, Kazakhstan, Kyrgyzstan, Moldova, Tajikistan, Turkmenistan, Ukraina và Uzbekistan), tuyên bố độc lập khỏi Liên Xô trong năm đó, trong khi các nước Baltic (Estonia, Latvia và Litva) giành lại độc lập vào tháng 9 năm 1991. Phần còn lại của Liên bang Xô viết, chiếm phần lớn diện tích, tiếp tục với việc thành lập Liên bang Nga vào tháng 12 năm 1991. Albania và Nam Tư từ bỏ chủ nghĩa cộng sản từ năm 1990 đến năm 1992. Đến năm 1992, Nam Tư đã tách thành 5 quốc gia mới, đó là Bosnia và Herzegovina, Croatia, Cộng hòa Macedonia, Slovenia và Cộng hòa Liên bang Nam Tư, sau đó được đổi tên thành Serbia và Montenegro vào năm 2003 và cuối cùng chia tách vào năm 2006 thành hai nước, Serbia và Montenegro. Serbia sau đó bị chia cắt thêm do sự ly khai của nhà nước Kosovo được công nhận một phần vào năm 2008. Tiệp Khắc giải thể ba năm sau khi từ bỏ chủ nghĩa cộng sản, chia tách một cách hòa bình thành Cộng hòa Séc và Slovakia vào ngày 1 tháng 1 năm 1993. Tác động của những sự kiện này đã được cảm nhận ở nhiều nước xã hội chủ nghĩa. Chủ nghĩa cộng sản đã bị thay thế ở các nước như Campuchia (1991), Ethiopia (1990), Mông Cổ (vào năm 1990 đã bầu cử lại một cách dân chủ và lập ra một chính phủ Cộng sản điều hành đất nước cho đến năm 1996) và Nam Yemen (1990).
Các cải cách chính trị rất đa dạng, nhưng sau năm 1991, chỉ có bốn quốc gia có các đảng cộng sản có thể giữ được quyền lực, đó là Trung Quốc, Cuba, Lào và Việt Nam. Nhiều tổ chức cộng sản và xã hội chủ nghĩa ở phương Tây đã chuyển các nguyên tắc chỉ đạo của họ sang dân chủ xã hội và chủ nghĩa xã hội dân chủ. Các đảng cộng sản ở Ý và San Marino bị ảnh hưởng và sự cải tổ của tầng lớp chính trị Ý diễn ra vào đầu những năm 1990. Ngược lại, ở Nam Mỹ, một thủy triều hồng bắt đầu ở Venezuela vào năm 1999 và định hình chính trị ở các khu vực khác của lục địa này cho đến đầu những năm 2000. Cục diện chính trị châu Âu thay đổi mạnh mẽ, với một số quốc gia trước đây thuộc Khối Đông Âu gia nhập NATO và Liên minh châu Âu, dẫn đến sự hội nhập kinh tế và xã hội mạnh mẽ hơn với Tây Âu và Hoa Kỳ.

## Bối cảnh

Bản đồ (timeline) sự sụp đổ của các nhà nước XHCN ở các nước Đông Âu và sự tan rã của Liên Xô

### Sự nổi lên của phong trào cộng sản
Ý tưởng của chủ nghĩa xã hội đã đạt được giữa các tầng lớp công nhân của thế giới từ thế kỷ 19, lên đến đỉnh điểm trong thế kỷ 20 khi một số quốc gia hình thành đảng cộng sản của riêng họ. Thông thường, chủ nghĩa xã hội không được ưa chuộng bởi tầng lớp cầm quyền cuối thế kỷ 19 đến đầu thế kỉ 20; do vậy, ý thức hệ cộng sản chủ nghĩa bị đàn áp và điều này đã được thực hành ngay cả ở các nước thực hiện chế độ đa đảng.
Cuộc cách mạng Bolshevik năm 1917 đã chứng kiến sự lật đổ một nhà nước dân tộc Nga trước đó cùng với chế độ quân chủ. Những người Bolshevik bao gồm các dân tộc của Nga đã lập ra Liên Xô trong suốt giai đoạn sau đó.
Trong thời gian giữa hai cuộc chiến tranh thế giới, phong trào Cộng sản đã trỗi dậy tại nhiều nơi trên thế giới (ví dụ như ở Vương quốc Nam Tư thì nó đã phát triển phổ biến tại các đô thị trong suốt những năm 1920). Điều này dẫn đến một loạt các cuộc thanh trừng ở nhiều nước để dập tắt phong trào.
Sau thế chiến II, một loạt các quốc gia cộng sản chủ nghĩa đã ra đời ở châu Á và Đông Âu, tiêu biểu là CHND Trung Hoa. Các Đảng Cộng sản được thành lập ngày càng nhiều ở khắp nơi trên thế giới.
Khi phong trào cộng sản đã vào một giai đoạn phát triển phổ biến trên khắp Đông Âu, hình ảnh của họ cũng đã bắt đầu mờ nhạt đi. Khi các nhóm chính trị đối lập tăng cường các chiến dịch của họ để chống lại phong trào cộng sản, họ đã dùng đến bạo lực (bao gồm cả vụ đánh bom và giết người) để đạt được mục tiêu của họ: điều này dẫn phần lớn dân chúng trước đây ủng hộ Đảng Cộng sản đã mất sự quan tâm đến ý thức hệ này. Một sự hiện diện của Đảng Cộng sản vẫn được duy trì nhưng mất đi vai trò trước kia của nó.

### Áp lực từ phương Tây
Sau thế chiến thứ II, mặc dù là nước thắng trận nhưng Liên bang Xô Viết (gọi tắt là Liên Xô) bị thiệt hại nặng nề về người và của, đặc biệt là vấp phải sự chống phá của các phe đối lập nói chung và các nước tư bản nói riêng. Các nước tư bản đứng đầu là Mỹ, thực hiện chiến lược "toàn cầu chống XHCN" bằng những hành động cô lập kinh tế-chính trị, cũng từ đây thế giới bước vào thời kì "chiến tranh lạnh. Mỹ đưa ra lệnh "cấm vận" đối với Liên Xô, khiến tình hình nước này đã khó khăn nay càng trở nên khó khăn hơn. Bên cạnh đó, Mỹ thành lập "Khối Bắc Đại Tây Dương" (gọi tắt là NATO) để bao vây chính trị, tạo thế lực đồng minh chống XHCN. Để thoát khỏi áp lực nặng nề đó, Liên Bang Xô Viết đã thành lập "Khối quân sự Warszawa", tạo đối trọng với NATO và thành lập "Hội đồng tương trợ kinh tế" nhằm giải quyết tình trạng cô lập kinh tế của các nước phương Tây và Mỹ.

### Sự xuất hiện của Công đoàn Đoàn Kết tại Ba Lan
Cuộc khủng hoảng kinh tế ở Ba Lan trong năm 1980 đã dẫn đến sự hình thành của tổ chức công đoàn độc lập, Công đoàn Đoàn kết, do Lech Wałęsa lãnh đạo, dần dần đã trở thành một lực lượng chính trị đối lập. Ngày 13 tháng 12 năm 1981, sau khi Công đoàn Đoàn kết thể hiện rõ tư tưởng đối lập với chính phủ, Thủ tướng Ba Lan Wojciech Jaruzelski bắt đầu trấn áp Công đoàn Đoàn kết bằng cách tuyên bố thiết quân luật ở Ba Lan, đình chỉ hoạt động và tạm thời bắt giam tất cả các nhà lãnh đạo của tổ chức này.

### Mikhail Gorbachev
Mặc dù một số quốc gia khối Đông đã nỗ lực cải cách kinh tế và chính trị, từ những năm 1950 (ví dụ Cách mạng Hungary năm 1956 và Mùa xuân Prague năm 1968), Mikhail Gorbachev trở thành tổng bí thư tối cao Liên Xô năm 1985 với những chính sách cải cách xu hướng mở cửa, tự do hóa. Vào giữa những năm 1980, một thế hệ trẻ của Liên Xô xuất hiện, do Gorbachev lãnh đạo, đã bắt đầu ủng hộ những cải cách mới nhằm thoát khỏi tình trạng phát triển trì trệ dưới thời tổng bí thư Brezhnev. Sau nhiều thập kỷ, Liên Xô hiện đang phải đối mặt với một giai đoạn trì trệ kinh tế nghiêm trọng và cần cải tiến công nghệ cũng như vay vốn phương Tây để bù đắp cho sự lạc hậu ngày càng tăng. Các chi phí để duy trì quân sự, KGB, trợ cấp cho nước ngoài, vv.. khiến nền kinh tế bao cấp của Liên Xô ngày càng lâm vào trì trệ.
Những dấu hiệu đầu tiên của cuộc cải cách lớn là vào năm 1986 khi Gorbachev đưa ra chính sách glasnost (chính sách công khai hóa và minh bạch hóa đến mức tối đa các hoạt động của các cơ quan nhà nước và tự do thông tin và ngôn luận) và chính sách perestroika (chính sách cải cách chính trị và kinh tế) ở Liên Xô, để nhấn mạnh việc chống tham nhũng trong đội ngũ lãnh đạo Liên Xô và sự cần thiết của việc tái cơ cấu nền kinh tế. Vào mùa xuân năm 1989, Liên Xô không chỉ trải qua cuộc tranh luận truyền thông sôi nổi mà còn tổ chức các cuộc bầu cử đa ứng cử đầu tiên trong Đại hội nhân dân mới thành lập. Trong khi chính sách glasnost bề ngoài ủng hộ sự cởi mở và phê phán chính trị, những điều này chỉ được phép trong một phạm vi hẹp do nhà nước quyết định. Công chúng trong khối Đông vẫn phải chịu giám sát chính trị bởi các lực lượng cảnh sát.
Gorbachev kêu gọi các chính quyền Trung ương và chính quyền ở Đông Nam Âu áp dụng chính sách perestroika và glasnost ở các quốc gia của họ. Tuy nhiên, trong khi các nhà cải cách ở Hungary và Ba Lan được khuyến khích áp dụng bởi lực lượng tự do lan rộng từ khối phía đông, các nước khối Đông khác vẫn còn hoài nghi công khai và thể hiện sự ác cảm trong cải cách này. Những người tin rằng những sáng kiến cải cách của Gorbachev sẽ không trụ được lâu bao gồm các nhà cộng sản Erich Honecker của Đông Đức, Todor Zhivkov của Bulgaria, Gustáv Husák của Tiệp Khắc và Nicolae Ceauşescu của Romania đã lờ đi những lời kêu gọi thay đổi. "Khi người hàng xóm của bạn dán giấy tường mới nó không có nghĩa là bạn cũng phải làm theo", đó là tuyên bố của một thành viên bộ chính trị Đông Đức.

## Dự đoán về sự sụp đổ của Liên Bang Xô Viết
Có nhiều dự đoán rằng Liên bang Xô viết cuối cùng sẽ bị tan rã trước khi quá trình giải thể bắt đầu với sự sụp đổ của Bức tường Berlin vào tháng 10 năm 1989.
Các tác giả dự đoán sự sụp đổ của Liên bang Xô viết bao gồm Andrei Amalrik trong cuốn Liên bang Xô viết sẽ tồn tại đến 1984? (1970), học giả người Pháp Emmanuel Todd trong La chute finale: Essais sur la décomposition de la sphère Soviétique (The Fall Final: Bài luận về sự tan rã của Liên Xô) (1976), nhà kinh tế Ravi Batra trong cuốn sách của ông là Sự sụp đổ của chủ nghĩa tư bản và cộng sản năm 1978 và sử gia người Pháp Hélène Carrère d'Encausse. Ngoài ra, Walter Laqueur lưu ý rằng "bài báo khác nhau xuất hiện trong các tạp chí chuyên ngành về các vấn đề của cộng sản và nghiên cứu về sự phân rã và sự sụp đổ có thể có của chế độ Xô viết."
Tại Hoa Kỳ, chủ yếu là giữa những người bảo thủ, các chính trị gia nhất ghi có dự đoán sự sụp đổ của Liên bang Xô viết là Tổng thống Ronald Reagan.
Các dự đoán được thực hiện trước 1980 về sự sụp đổ của Liên Xô đều coi sự sụp đổ là điều xảy ra trong tương lai hơn là một xác suất. Tuy nhiên, đối với một số ý tưởng (như Amalrik và Todd) được nghiên cứu thấu đáo hơn là suy nghĩ thoáng qua. Trong trường hợp của Ludwig von Mises, ông gọi là sự sụp đổ của Liên Xô là một sự chắc chắn tuyệt đối, tuy nhiên ông không đưa ra bất kỳ khoảng thời gian hợp lý để kiểm tra dự đoán của mình.

## Khởi đầu sụp đổ

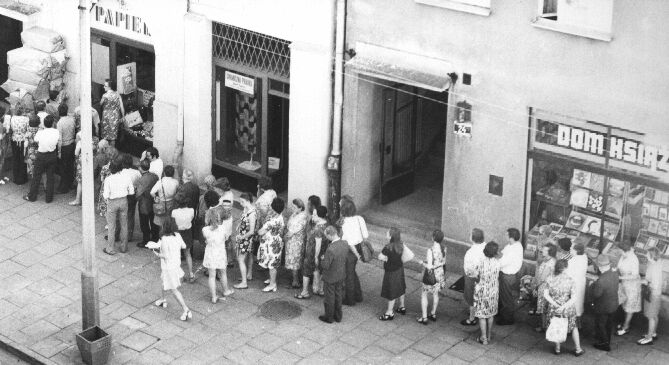
Người dân mang tem phiếu xếp hàng để mua tại một cửa hàng, hình ảnh tiêu biểu về thời bao cấp ở Ba Lan trong những năm 1980

Cuối những năm 1980, hầu như tất cả các nền kinh tế bao cấp các ở nước XHCN ở Đông Âu và Liên Xô đều có vấn đề. Người dân ở Kavkaz và vùng Baltic đã yêu cầu quyền tự chủ từ Moskva, sau đó điện Kremlin đã bị mất quyền kiểm soát tại một số khu vực và lãnh thổ trong Liên Xô. vào tháng 11 năm 1988, Cộng hòa Chủ nghĩa Xô Viết Estonia đã ban hành tuyên bố chủ quyền lãnh thổ, dẫn đến các nước cộng hòa khác trong khối phía Đông cũng đưa ra tuyên bố tương tự về quyền tự chủ.
Thảm họa hạt nhân Chernobyl xảy ra hồi tháng 4 -1986 đã tác động, ảnh hưởng rất lớn lên chính trị và xã hội, Thảm họa Chernobyl là một trong những yếu tố khởi nguồn quan trọng gây ra sự sụp đổ khối Đông và Liên Xô năm 1991. Vụ tai nạn đã tác động to lớn đối với chính sách Glasnost của Liên Xô nhằm tăng sự minh bạch hóa đến mức tối đa các hoạt động của các cơ quan nhà nước Không thể thống kê hết được những hậu quả do thảm họa hạt nhân gây ra. Theo Mikhail Gorbachev, Liên Xô đã chi 18 tỷ rúp (tương đương 18 tỷ đô la Mỹ vào thời điểm đó) về ngăn chặn và khử nhiễm phóng xạ, Ngân khố Liên Xô gần như cạn kiệt và bị phá sản. Ở Ukraina, thảm họa Chernobyl là một biểu tượng của phong trào dân tộc chủ nghĩa, biểu tượng của tất cả những gì Liên Xô đã làm sai gây hậu quả nghiêm trọng, Ukraina đã phải phát triển một hệ thống phúc lợi lớn và nặng nề để khắc phục những hậu quả hạt nhân.

## Quá trình diễn biến
Các sự kiện năm 1989 còn được gọi là Sự sụp đổ của chủ nghĩa cộng sản (Fall of Communism, the Collapse of Communism), các cuộc biểu tình tại Đông Âu là những phong trào lật đổ các nhà nước xã hội chủ nghĩa tại Liên Xô của các nước Đông Âu.
Những sự kiện bắt đầu tại Ba Lan, và tiếp tục ở Hungary, Đông Đức, Bulgaria, Tiệp Khắc và Romania. Các cuộc biểu tình Thiên An Môn năm 1989 không thành công trong việc tạo ra những thay đổi chính trị lớn ở Trung Quốc. Tuy nhiên, hình ảnh mạnh mẽ của người biểu tình trong cuộc biểu tình đó đã giúp để thúc đẩy các sự kiện tương tự ở các khu vực khác của thế giới.
Albania và Nam Tư từ bỏ chủ nghĩa cộng sản từ năm 1990, đến 1992 thì tan rã thành 5 nước: Slovenia, Croatia, Cộng hòa Macedonia, Bosnia và Herzegovina, và Cộng hòa Liên bang Nam Tư (gồm Serbia và Montenegro). Liên Xô bị giải thể vào cuối năm 1991, kết quả là Nga và 14 quốc gia mới tuyên bố độc lập từ Liên bang Xô Viết: Armenia, Azerbaijan, Belarus, Estonia, Gruzia, Kazakhstan, Kyrgyzstan, Latvia, Litva, Moldova, Tajikistan, Turkmenistan, Ukraina và Uzbekistan. Tác động của sự sụp đổ này được cảm thấy ở hàng chục quốc gia xã hội chủ nghĩa. Chủ nghĩa Cộng sản đã bị từ bỏ ở các nước như Campuchia, Ethiopia, và Mông Cổ và Nam Yemen. Sự sụp đổ của hệ thống các nước XHCN đã dẫn tới sự kết thúc chiến tranh lạnh.
Việc áp dụng hỗn loạn các hình thức khác nhau của nền kinh tế thị trường thường dẫn đến việc giảm mức sống ở các nước Đông Âu thời kỳ hậu Cộng sản, cùng với tác dụng phụ bao gồm sự gia tăng của các nhà tài phiệt đầu sỏ tại các nước như Nga. Cải cách chính trị đã bị thay đổi, một số quốc gia Đảng cộng sản vẫn có thể giữ vững quyền lực, chẳng hạn như Cộng hòa Nhân dân Trung Hoa, trong khi đối với các quốc gia khác, các đảng chính trị đối lập đã thành công. Nhiều tổ chức cộng sản và dân chủ xã hội ở phương Tây thay đổi tôn chỉ sang nền dân chủ xã hội. Cảnh quan chính trị châu Âu đã thay đổi mãnh liệt, khi rất nhiều nước Đông Âu gia nhập NATO và hội nhập kinh tế mạnh mẽ hơn với châu Âu.

### Ba Lan

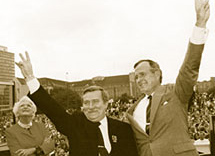
Chủ tịch Công đoàn Đoàn kết Lech Wałęsa (giữa) với Tổng thống Mỹ George H. Bush (phải) và Barbara Bush (trái) ở Warsaw, tháng 7 năm 1989.

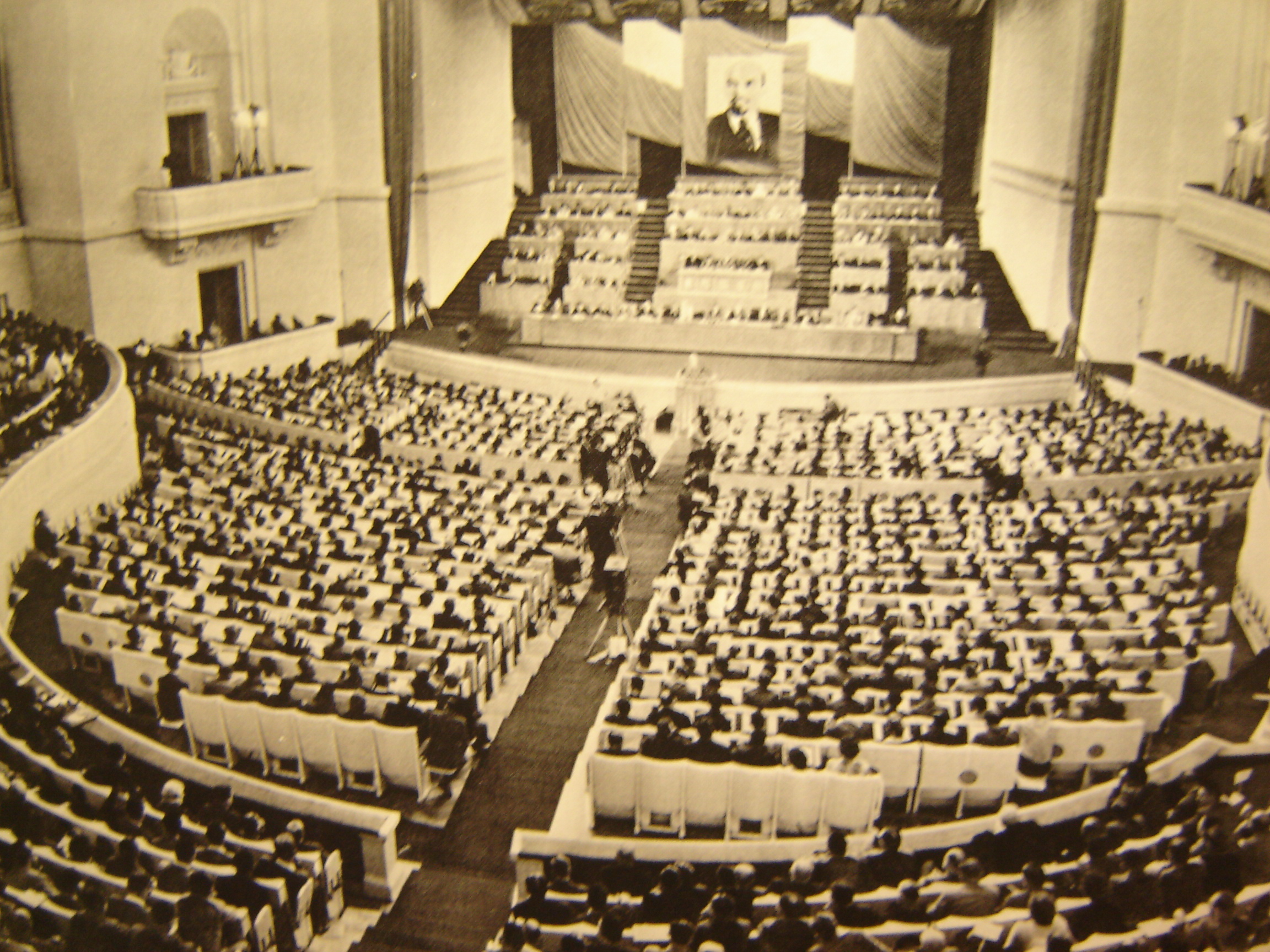
Đại hội lần thứ tư của Liên Hợp Đảng Người lao động Ba Lan, được tổ chức vào năm 1963.

Một làn sóng các cuộc đình công đã nổ ra ở Ba Lan vào tháng Tư và tháng 5 năm 1988, làm tê liệt nền công nghiệp của đất nước. Một làn sóng đình công tiếp theo bùng nổ vào ngày 15 tháng 8, khi mà giới công nhân kêu gọi tái hợp pháp hoá Công đoàn Đoàn kết.
Trong vài ngày tiếp theo, một loạt các cuộc đình công tại các mỏ than và các nhà máy đóng tàu đã diễn ra, bao gồm cả cuộc đình công vào ngày 22 tháng 8 tại Nhà máy đóng tàu Gda-xtan, nơi khai sinh của Công Đoàn đoàn kết. Vào ngày 31 tháng 8 năm 1988, Lech Wałęsa, lãnh tụ của Công đoàn Đoàn kết đã được chính phủ mời đến Warsaw để đàm phán.
Vào ngày 18 tháng 1 năm 1989 tại một phiên họp đầy căng thẳng thuộc Đại hội lần thứ mười của Đảng Công nhân Thống nhất (khi đó là đảng cầm quyền ở Ba Lan), Tổng bí thư Wojciech Jaruzelski, đã xoay xở để có được sự tán thành của toàn đảng về việc mở các cuộc đàm phán chính thức với Công đoàn Đoàn kết. Vào ngày 6 tháng 2 năm 1989, cuộc đàm phán giữa chính quyền Ba Lan và Công đoàn đoàn kết đã diễn ra tại Hội trường Cột ở Warsaw.
Vào ngày 4 tháng 4 năm 1989, Hiệp định Bàn tròn lịch sử giữa hai bên đã được ký kết, qua đó chính quyền chính thức hợp pháp hóa Công đoàn Đoàn kết, đồng thời lên kế hoạch cho một cuộc bầu cử quốc hội tự do được tổ chức trên toàn quốc vào ngày 4 tháng 6 năm 1989 (tình cờ, một ngày sau đó sự kiện Quảng trường Thiên An Môn ở Trung Quốc đã diễn ra).
Một cơn địa chấn đã xảy ra tại cuộc bầu cử quốc hội khi Công đoàn Đoàn kết đã giành được chiến thắng áp đảo, dù không ai nghĩ rằng họ có thể làm được điều này. Các ứng cử viên thuộc Công đoàn Đoàn kết đã giành được tất cả số ghế mà họ được phép cạnh tranh tại Hạ viện, trong khi tại Thượng viện, họ đã giành được 99 trong số 100 ghế có sẵn (với một ghế còn lại do một ứng cử viên độc lập đảm nhận). Đồng thời, nhiều ứng cử viên Cộng sản nổi bật đã không giành được số phiếu tối thiểu cần thiết để nắm được các vị trí dành riêng cho họ.
Vào ngày 15 tháng 8 năm 1989, hai đồng minh lâu năm của Đảng Cộng sản là Đảng Nhân dân Thống nhất (ZSL) và Đảng Dân chủ (SD) đã chính thức từ bỏ liên minh với Đảng Cộng sản và tuyên bố ủng hộ Công đoàn Đoàn kết. Thủ tướng cuối cùng của nhà nước Cộng hòa Nhân dân Ba Lan, Czesław Kiszczak, cho biết ông sẽ từ chức để cho phép một người không phải cộng sản thành lập chính quyền. Vì Công đoàn Đoàn kết là nhóm chính trị duy nhất khác có thể thành lập chính phủ, nên hầu như chắc chắn rằng một thành viên của Công đoàn Đoàn kết sẽ trở thành thủ tướng.
Vào ngày 19 tháng 8 năm 1989, Tadeusz Mazowiecki, một biên tập viên báo chí chống Cộng, người ủng hộ nhiệt thành của Công đoàn Đoàn kết, một người Công giáo sùng đạo, đã được đề cử làm Thủ tướng Ba Lan, trong khi Liên Xô không hề lên tiếng phản đối. Năm ngày sau, vào ngày 24 tháng 8 năm 1989, Quốc hội Ba Lan đã chấm dứt hơn 40 năm cai trị độc đảng bằng cách chấp thuận Mazowiecki trở thành Thủ tướng phi cộng sản đầu tiên của đất nước kể từ sau thế chiến II.
Vào ngày 13 tháng 9 năm 1989, một chính phủ phi Cộng sản mới đã được quốc hội phê chuẩn, đánh dấu sự thay đổi mô hình Nhà nước đầu tiên tại Đông Âu năm 1989. Vào ngày 17 tháng 11 năm 1989, bức tượng của Felix Dzerzhinsky, người sáng lập ra lực lượng Cheka của Ba Lan, biểu tượng của sự cai trị của Đảng Cộng sản Ba Lan, đã bị phá hủy. Vào ngày 29 tháng 12 năm 1989, Sejm đã sửa đổi hiến pháp để thay đổi tên chính thức của đất nước từ Cộng hòa Nhân dân Ba Lan thành Cộng hòa Ba Lan. Đảng Công nhân Thống nhất Ba Lan (Đảng Cộng sản Ba Lan) đã tự giải tán vào ngày 29 tháng 1 năm 1990 và đổi tên thành Đảng Dân chủ xã hội Ba Lan.
Năm 1990, Jaruzelski từ chức tổng thống Ba Lan và được thay thế bởi lãnh đạo phong trào Công đoàn Đoàn kết Lech Wałęsa, người đã giành chiến thắng tại cuộc bầu cử tổng thống năm 1990 được tổ chức trong hai vòng vào các ngày 25 tháng 11 và ngày 9 tháng 12.
Sự kiện Walesa nhậm chức tổng thống vào ngày 21 tháng 12 năm 1990 được coi là sự kết thúc chính thức của nước Cộng hòa Nhân dân Ba Lan và là khởi đầu của nước Cộng hòa Ba Lan. Khối Hiệp ước Warsaw đã được giải thể ngày 1 tháng 7 năm 1991. Vào ngày 27 tháng 10 năm 1991 cuộc bầu cử quốc hội hoàn toàn tự do đầu tiên kể từ năm 1945 đã được tổ chức. Điều này đã hoàn thành quá trình chuyển đổi của Ba Lan từ chế độ cộng sản chủ nghĩa sang một hệ thống chính trị dân chủ tự do kiểu phương Tây. Quân đội Nga đã hoàn toàn rút khỏi Ba Lan vào ngày 18 tháng 9 năm 1993.

### Hungary
Theo chân Ba Lan, Hungary trở thành quốc gia Đông Âu tiếp theo chuyển tiếp sang sang một chính phủ phi Cộng sản. Mặc dù Hungary đã tiến hành một số cải cách kinh tế và tự do hóa chính trị trong những năm 1980, nhưng những cải cách thực sự lớn và triệt để chỉ xảy ra sau khi János Kádár trở thành Tổng Bí thư của Đảng Cộng sản vào ngày 23 tháng 5 năm 1988. Vào ngày 24 tháng 11 năm 1988 Miklós Németh được bổ nhiệm làm Thủ tướng Hungary. Vào ngày 12 tháng 1 năm 1989, Nghị viện đã thông qua một "gói đạo luật dân chủ", trong đó công nhận các quyền tự do lập hội, tự do hội họp, và tự do báo chí; xây dựng một luật bầu cử mới; đồng thời sửa đổi lại hiến pháp. Vào ngày 29 tháng 1 năm 1989, một thành viên của Bộ Chính trị là Imre Pozsgay đã tuyên bố rằng cuộc nổi dậy năm 1956 của Hungary là một cuộc cách mạng của nhân dân, chứ không phải một cuộc bạo loạn được giật dây bởi nước ngoài như những gì mà chính quyền đã mô tả trong suốt hơn 30 năm.
Các cuộc biểu tình lớn nổ ra vào ngày Quốc khánh 15 tháng 3, đã buộc chính quyền phải bắt đầu quá trình đàm phán với các lực lượng chính trị phi Cộng sản mới thành lập. Các cuộc đàm phán Bàn Tròn bắt đầu vào ngày 22 tháng 4 và tiếp tục cho đến khi thỏa thuận Bàn Tròn được ký kết vào ngày 18 tháng 9. Tại các cuộc hội đàm này, một số nhà lãnh đạo chính trị tương lai của Hungary đã xuất hiện, bao gồm László Sólyom, József Antall, Gyorgy Szabad, Péter Tölgyessy và Viktor Orbán
Vào ngày 2 tháng 5 năm 1989, Hungary bắt đầu tháo dỡ hàng rào biên giới dài 240 km (150 dặm) với Áo. Điều này đã làm gia tăng tình trạng bất ổn ở Đông Đức và Tiệp Khắc trong mùa hè và mùa thu, khi hàng ngàn công dân từ hai nước này vượt biên trái phép sang phương Tây qua biên giới Hungary-Áo.
Vào ngày 1 tháng 6 năm 1989, Đảng Cộng sản Hungary cuối cùng đã thừa nhận rằng cố Thủ tướng Imre Nagy (người từng bị treo cổ vì tội phản quốc sau cuộc nổi dậy ở Hungary năm 1956 thực tế đã bị chính quyền xử tử một cách bất hợp pháp sau một phiên tòa giả tạo. Vào ngày 16 tháng 6 năm 1989, Nagy đã được cử hành một đám tang long trọng trên quảng trường lớn nhất Budapest trước đám đông ít nhất 100.000 người, sau đó ông đã được an táng như một anh hùng dân tộc.
Theo thỏa thuận Bàn Tròn ngày 18 tháng 9, chính quyền Cộng hòa Nhân dân Hungary đã buộc phải chấp nhận sửa đổi lại Hiến pháp, thành lập một Tòa án Hiến pháp, hợp pháp hóa các đảng chính trị, tổ chức bầu cử đa đảng, cải cách Bộ luật hình sự và bộ luật tố tụng hình sự.
Vào ngày 7 tháng 10 năm 1989, Đảng Cộng sản tại kỳ đại hội cuối cùng của nó đã chính thức đổi tên thành Đảng Xã hội Hungary.
Trong phiên họp từ ngày 16 đến 20 tháng 10, quốc hội đã thông qua luật quy định về bầu cử quốc hội đa đảng và bầu cử tổng thống trực tiếp thông qua phổ thông đầu phiếu, cuộc bầu cử sẽ được tổ chức vào ngày 24 tháng 3 năm 1990. Hiến pháp mới được ban hành đã đổi tên nước Cộng hòa Nhân dân Hungary thành Cộng hòa Hungary, hiến pháp đảm bảo các quyền con người và tự do dân chủ, đồng thời tạo ra một cấu trúc thể chế đảm bảo sự phân chia quyền lực giữa các nhánh tư pháp, lập pháp và hành pháp của chính phủ.
Vào ngày 23 tháng 10 năm 1989, nhân kỷ niệm 33 năm Cách mạng 1956, nhà nước Cộng hòa Nhân dân Hungary chính thức bị bãi bỏ. Sự hiện diện của quân đội Liên Xô ở Hungary, vốn đã tồn tại kể từ Thế chiến II, cuối cùng đã chính thức chấm dứt vào ngày 19 tháng 6 năm 1991.

### Đông Đức

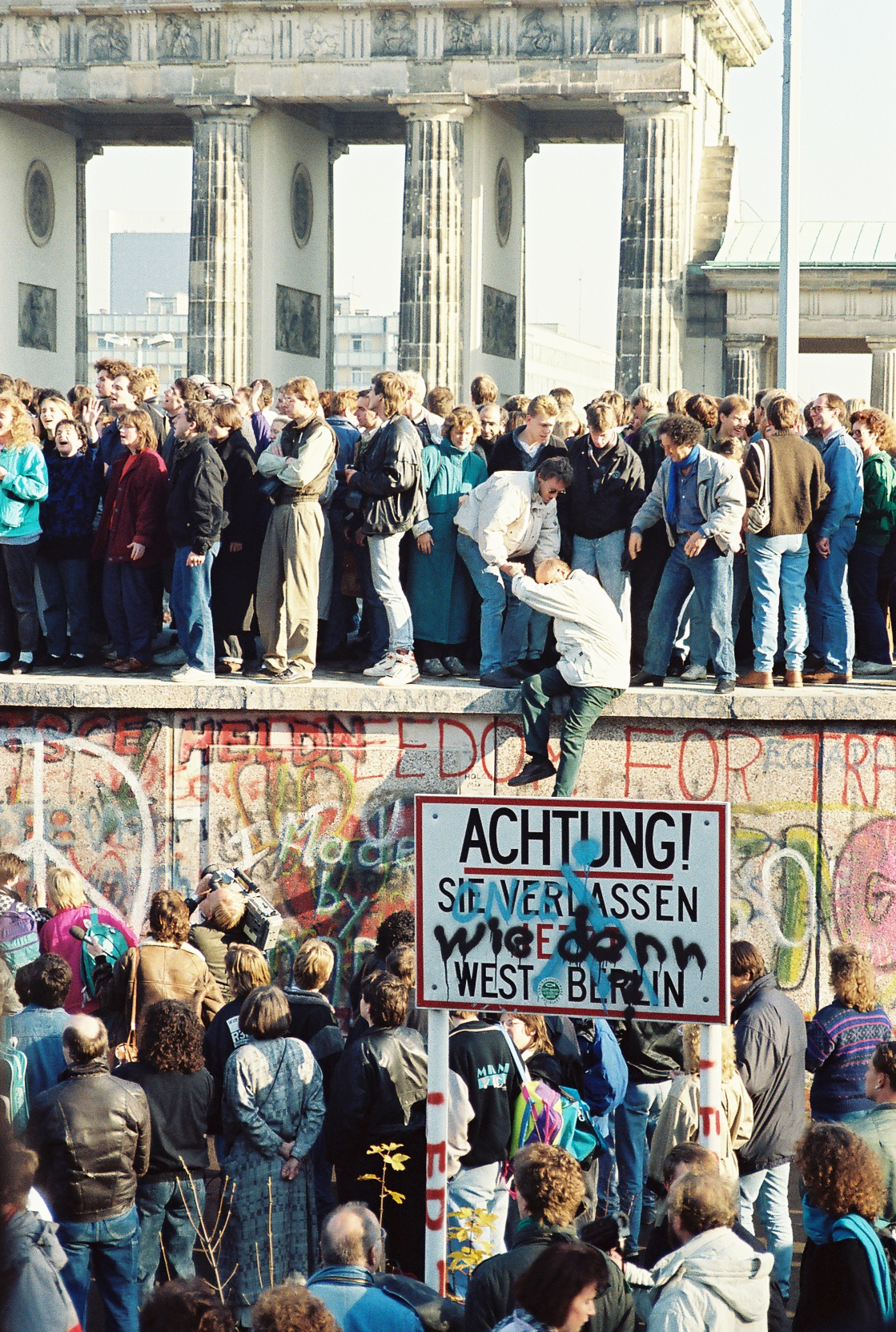
Bức tường Berlin tại Cổng Brandenburg, ngày 10 tháng 11 năm 1989

Sau khi đường biên giới đã được mở từ phía Hungary, ngày càng có nhiều người Đông Đức đã bắt đầu di cư sang Tây Đức thông qua biên giới của Hungary với nước Áo. Đến cuối tháng 9 năm 1989, hơn 30.000 người Đông Đức đã trốn thoát sang Tây Đức. Trước tình hình đó, chính phủ Đông Đức đã cấm người dân di chuyển tới Hungary, khiến cho Tiệp Khắc trở thành nhà nước láng giềng duy nhất mà người Đông Đức có thể nhập cảnh.
Hàng ngàn người Đông Đức đã cố gắng để tiếp cận Tây Đức bằng cách chiếm đóng các cơ sở ngoại giao ở thủ đô các nước Đông Âu khác, đặc biệt là tại Đại sứ quán Đông Đức ở Prague, nơi hàng ngàn người Đông Đức đã cắm trại trong khu vườn lầy lội từ tháng Tám đến tháng Mười Một. Đông Đức đã đóng cửa biên giới với Tiệp Khắc (CSSR) vào đầu tháng Mười, từ đó cô lập mình khỏi tất cả các nước láng giềng.
Do cơ hội cuối cùng để tẩu thoát khỏi đất nước đã bị đóng lại, những người Đông Đức bắt đầu cuộc biểu tình được gọi là biểu tình Ngày Thứ Hai. Hàng trăm ngàn người dân ở một số thành phố - nhiều nhất là ở Leipzig - đã tham gia vào những cuộc biểu tình này.
Sau cuộc biểu tình ngày 02 Tháng Mười, lãnh đạo Đảng Thống nhất Xã hội Chủ nghĩa (SED) Erich Honecker đã ra lệnh cho quân đội nổ súng khiến nhiều người biểu tình thiệt mạng. Đảng Cộng sản chuẩn bị một lực lượng cảnh sát rất lớn, bao gồm cả dân quân, cảnh sát mật (Stasi), và quân tác chiến. Đã có tin đồn lo ngại về một vụ thảm sát Thiên An Môn nữa.
Ngày 06 tháng 10 và 07 tháng 10, Gorbachev viếng thăm Đông Đức để đánh dấu kỷ niệm 40 năm thành lập nước Cộng hòa Dân chủ Đức, và thúc giục lãnh đạo Đông Đức chấp nhận cải cách. Một câu nói nổi tiếng của ông được dịch sang tiếng Đức là "Wer zu spät kommt, den bestraft das Leben" (Ai quá muộn sẽ chết). Tuy nhiên, Erich Honecker vẫn chống lại cải cách, chính quyền của ông thậm chí còn đi xa hơn bằng cách cấm lưu hành các ấn phẩm báo chí của Liên Xô, mà chính quyền Đông Đức xem là phản động.
Đối mặt với tình trạng bất ổn dân sự đang diễn ra, Đảng Thống nhất Xã hội chủ nghĩa (SED) đã nhất trí bãi nhiệm Honecker vào giữa tháng Mười, và thay thế ông ta bằng Egon Krenz. Ngoài ra, biên giới với Tiệp Khắc đã được mở cửa trở lại, nhưng chính quyền Tiệp Khắc đã sớm cho phép tất cả những người tị nạn Đông Đức được nhập cảnh trực tiếp vào Tây Đức mà không có đòi hỏi thêm thủ tục gì, do đó chính thức phá bỏ một phần của Bức màn sắt vào ngày 3 tháng 11.
Không thể làm gì để ngăn chặn dòng người tị nạn đổ xô tới phương Tây thông qua Tiệp Khắc, chính quyền Đông Đức cuối cùng đầu hàng trước áp lực công chúng vào ngày 9 tháng 11, bằng cách cho phép các công dân Đông Đức được nhập cảnh trực tiếp vào Tây Berlin và Tây Đức, thông qua các cửa khẩu biên giới, không cần phải khai báo với lính biên phòng.
Được kích thích bởi các ngôn từ thất thường của Günter Schabowski trong một cuộc họp báo truyền hình, nói rằng những thay đổi là "có hiệu lực ngay lập tức", hàng trăm ngàn người Đông Đức đã lợi dụng cơ hội, đổ xô qua Bức tường Berlin vừa được mở để chạy sang Tây Đức.
Đến tháng mười hai, Krenz đã được thay thế, và chế độ độc đảng của Đảng Thống nhất Xã hội chủ nghĩa Đức đã kết thúc. Điều này dẫn đến sự tăng tốc của quá trình cải cách ở Đông Đức, cuối cùng kết thúc với sự thống nhất của Đông và Tây Đức có hiệu lực từ ngày 03 tháng 10 năm 1990.

### Tiệp Khắc
"Cuộc cách mạng nhung" là một cuộc chuyển giao quyền lực bất bạo động ở Tiệp Khắc đã biến nước này từ một quốc gia Cộng sản chủ nghĩa trở thành một nước cộng hòa nghị viện. Vào ngày 17 tháng 11 năm 1989, cảnh sát chống bạo động đã đàn áp một cuộc biểu tình hòa bình của sinh viên ở Prague, mặc dù tranh cãi vẫn tiếp tục về việc có ai chết đêm đó hay không. Sự kiện đó đã dẫn tới một loạt các cuộc biểu tình của người dân từ ngày 19 tháng 11 đến cuối tháng 12.
Đến ngày 20 tháng 11, số người biểu tình ôn hòa được tập hợp tại Prague đã tăng từ 200.000 người lên tới nửa triệu người. Năm ngày sau, cuộc biểu tình tại Letná Square đã thu hút 800.000 người. Vào ngày 24 tháng 11, toàn bộ lãnh đạo Đảng Cộng sản Tiệp Khắc, bao gồm cả tổng bí thư Miloš Jakeš, đã tuyên bố từ chức. Một cuộc tổng đình công toàn quốc kéo dài hai giờ đã được tổ chức vào ngày 27 tháng 11.
Với sự sụp đổ của các chính phủ Cộng sản tại các quốc gia Đông Âu khác, và các cuộc biểu tình trên đường phố ngày càng gia tăng, Đảng Cộng sản Tiệp Khắc đã tuyên bố vào ngày 28 tháng 11 năm 1989 rằng họ sẽ từ bỏ quyền lực và đồng thời bãi bỏ nhà nước độc đảng.
Dây thép gai và các vật cản khác đã được gỡ bỏ khỏi biên giới với Tây Đức và Áo vào đầu tháng 12. Vào ngày 10 tháng 12, Tổng thống Gustáv Husák đã chỉ định chính phủ phi Cộng sản đầu tiên ở Tiệp Khắc kể từ năm 1948, sau đó ông quyết định từ chức. Alexander Dubček được bầu làm chủ tịch quốc hội liên bang vào ngày 28 tháng 12 và Václav Havel được bầu làm Tổng thống đầu tiên của nước Tiệp Khắc dân chủ vào ngày 29 tháng 12 năm 1989.
Vào tháng 6 năm 1990, Tiệp Khắc đã tổ chức cuộc bầu cử quốc hội dân chủ đầu tiên kể từ năm 1946. Vào ngày 27 tháng 6 năm 1991, toàn bộ quân đội Liên Xô đã rút khỏi Tiệp Khắc.
Tiệp Khắc bị tách thành hai nước sau cuộc bầu cử năm 1993:
- Cộng hòa Séc (ngày 1 tháng 1 năm 1993)
- Slovakia (ngày 1 tháng 1 năm 1993)

### Bulgaria
Vào tháng 10 và tháng 11 năm 1989, một loạt cuộc biểu tình về vấn đề môi trường đã được tổ chức tại thủ đô Sofia, tại đây các yêu cầu cải cách chính trị cũng được lên tiếng. Cuộc biểu tình đã bị đàn áp, nhưng vào ngày 10 tháng 11 năm 1989 (một ngày sau khi Bức tường Berlin bị phá vỡ), nhà lãnh đạo lâu năm của Bulgaria là Todor Zhivkov đã bị Bộ Chính trị bãi nhiệm. Ông được thay thế bởi một người Cộng sản có quan điểm tự do hơn đáng kể là cựu bộ trưởng ngoại giao Petar Mladenov. Liên Xô rõ ràng đã chấp thuận việc thay đổi lãnh đạo, bởi vì Zhivkov là người đã phản đối quyết liệt chính sách cải tổ của Gorbachev.
Chính phủ mới ngay lập tức bãi bỏ các hạn chế về tự do ngôn luận và hội họp, dẫn đến cuộc biểu tình rầm rộ đầu tiên vào ngày 17 tháng 11, cũng như sự hình thành các phong trào chống Đảng cộng sản trên cả nước.
Liên minh các lực lượng dân chủ (UDF) đã được thành lập vào ngày 7 tháng 12. UDF yêu cầu các cải cách dân chủ triệt để hơn, quan trọng nhất là việc loại bỏ vai trò lãnh đạo của Đảng Cộng sản Bulgaria được quy định trong hiến pháp.
Mladenov tuyên bố vào ngày 11 tháng 12 năm 1989 rằng Đảng Cộng sản sẽ từ bỏ sự lãnh đạo độc đảng và cam kết rằng một cuộc bầu cử đa đảng sẽ được tổ chức vào năm sau. Vào tháng 2 năm 1990, cơ quan lập pháp Bulgaria đã thông qua sửa đổi hiến pháp, chính thức xóa bỏ vai trò lãnh đạo của Đảng Cộng sản Bulgaria. Một loạt các buổi đàm phán đã diễn ra từ ngày 3 tháng 1 đến ngày 14 tháng 5 năm 1990, tại đó các bên đã đạt được thỏa thuận về quá trình chuyển đổi sang nhà nước nghị viện.
Đảng Cộng sản Bulgaria chính thức từ bỏ chủ nghĩa Marx Lênin vào tháng 4 năm 1990 và đổi tên thành Đảng Xã hội Bulgaria. Vào tháng 6 năm 1990, cuộc bầu cử tự do đầu tiên kể từ năm 1931 đã được tổ chức, và Đảng Xã hội Bulgaria đã giành được thắng lợi.

### Romania
Không giống như các nước Đông Âu khác, Romania đã không bao giờ trải qua bất cứ phong trào bài Stalin nào, thế nhưng quốc gia này đã tự tách mình khỏi sự ảnh hưởng của Liên Xô từ những năm 1960.
Tháng 1 năm 1989, Tổng bí thư Ceauşescu tái cử thêm 5 năm với cương vị là lãnh đạo của Đảng Cộng sản Rumani ở độ tuổi 71. Sự kiện này cho thấy Ceausescu vẫn có ý định duy trì quyền lực trước bối cảnh các cuộc nổi dậy chống cộng sản đang càn quét phần còn lại của Đông Âu.
Khi Ceauşescu chuẩn bị lên đường cho một chuyến thăm cấp nhà nước tới Iran, lực lượng Securitate của ông đã ra lệnh bắt giữ và trục xuất một bộ trưởng địa phương người gốc Hungary có tên là László Tőkés vào ngày 16 tháng 12, với lý do "phản đối chế độ". Tőkés bị bắt giam, dẫn tới các cuộc bạo loạn nghiêm trọng trên toàn quốc nổ ra đòi thả tự do cho Tõkes. Các cuộc bạo loạn khởi đầu ở Timisoara vào ngày 16 tháng 12, và kéo dài liên tục trong 5 ngày.
Khi trở về từ Iran, Ceauşescu đã ra lệnh sắp đặt một cuộc biểu tình quần chúng ủng hộ ông bên ngoài trụ sở đảng Cộng sản ở Bucharest. Tuy nhiên, thật bất ngờ, đám đông chuyển sang la ó Ceausescu khi ông ta phát biểu. Sau khi nhận được thông tin từ các đài phát thanh phương Tây về những cuộc nổi dậy ở Timisoara và Bucharest, những năm tháng âm ỉ nỗi bất bình với sự đàn áp của chính phủ đã thúc đẩy nhân dân Romania đấu tranh lật đổ chính quyền hiện thời, và các cuộc biểu tình lan rộng trong cả nước.
Lúc đầu, các lực lượng an ninh tuân thủ lệnh của Ceausescu và bắn vào người biểu tình, nhưng đến sáng ngày 22 Tháng 12, quân đội Rumani đột nhiên thay đổi thái độ. Xe tăng của quân đội đã bắt đầu chuyển hướng tới trụ sở Ủy ban Trung ương Đảng với đám đông quần chúng tràn ngập bước theo. Những người nổi loạn phá tung các cửa ra vào của tòa nhà Ủy ban Trung ương và lùng bắt Ceauşescu và vợ ông, Elena, nhưng hai người đã trốn thoát qua một máy bay trực thăng đang chờ họ trên mái của tòa nhà.
Vào ngày lễ Giáng Sinh, truyền hình Rumani đã phát sóng trực tiếp phiên tòa xét xử gia đình Ceauşescu, và sau một phiên tranh tụng ngắn, tòa tuyên án án tử hình với cả hai vợ chồng ông. Một Hội đồng Mặt trận lâm thời cứu quốc đã tạm thời tiếp quản chính quyền. Cuộc bầu cử đa đảng đầu tiên đã được tổ chức vào ngày 20 tháng 5 năm 1990. Các sự kiện tại Rumani là đẫm máu nhất vào năm 1989: hơn 1.000 người chết, 1/10 trong số đó là trẻ em, người nhỏ nhất chỉ mới một tháng tuổi.

### Albania
Tại Cộng hoà xã hội chủ nghĩa nhân dân Albania, Enver Hoxha, người cai trị Albania trong bốn thập kỷ với bàn tay sắt, đã chết vào 11 tháng 4 năm 1985. Người kế nhiệm ông, Ramiz Alia, bắt đầu dần dần lới lỏng chế độ chính trị.
Năm 1989, các cuộc nổi dậy đầu tiên bắt đầu tại Shkodra và lan ra các thành phố khác. Cuối cùng, chế độ quyết định tiến hành một số cải cách tự do hóa, bao gồm cả các biện pháp năm 1990 quy định quyền tự do đi du lịch nước ngoài. Chính phủ cũng bắt đầu nỗ lực cải thiện quan hệ với thế giới bên ngoài. Tháng 3 năm 1991, một cuộc bầu cử đã đưa những người cộng sản trước đây nắm quyền, nhưng một cuộc tổng biểu tình và bãi công ở các thành phố lớn đã dẫn đến việc thành lập một nội các liên minh bao gồm cả những người phi cộng sản. Đảng cộng sản Albania đã bị mất vị trí lãnh đạo trong cuộc bầu cử tháng 3 năm 1992, trong bối cảnh khủng hoảng kinh tế và bất ổn xã hội.

### Nam Tư
Nhà nước Cộng hòa Liên bang Xã hội Chủ nghĩa Nam Tư không phải là một thành viên của khối Hiệp ước Warsaw, quốc gia này đã theo đuổi phiên bản chủ nghĩa cộng sản của riêng mình rất thành công dưới sự lãnh đạo của Josip Broz Tito.
Nam Tư là một nhà nước đa sắc tộc, chính quyền nước này đã nỗ lực để củng cố sự đoàn kết quốc gia trong hàng thập kỷ. Tuy vậy căng thẳng giữa các sắc tộc đã bắt đầu leo thang kể từ sự kiện Mùa xuân Croatia năm 1970, một phong trào đòi quyền tự trị của Croatia và nó đã bị trấn áp quyết liệt bởi chính quyền trung ương. Sự kiện Mùa xuân Croatia buộc chính quyền Nam Tư phải có những sự thay đổi nhất định. Hiến pháp Nam Tư 1974 đã bãi bỏ một số quyền hành của chính quyền trung ương và trao thêm quyền tự trị cho các nước cộng hòa thành viên và các tỉnh.
Sau cái chết của Tito vào năm 1980, căng thẳng sắc tộc gia tăng một cách đáng lo ngại, đầu tiên là cuộc biểu tình năm 1981 ở Kosovo. Nước cộng hòa thành viên Slovenia đã khởi xướng chính sách tự do hóa dần dần vào năm 1984, khá giống với chính sách Perestroika của Liên Xô. Điều này đã dẫn tới mối quan hệ căng thẳng giữa giới lãnh đạo cộng sản Slovenia với chính quyền trung ương.
Vào các năm 1987 và 1988, một loạt các cuộc đụng độ giữa những nhóm xã hội dân sự mới nổi với chính quyền Nam Tư đã lên đến đỉnh điểm với cái gọi là "Mùa xuân Slovenia", một phong trào quần chúng đấu tranh cho cải cách dân chủ. Ủy ban Quốc tế Bảo vệ Nhân quyền được thành lập, trở thành nền tảng của tất cả các phong trào chính trị phi Cộng sản.
Đến đầu năm 1989, một số đảng chính trị chống cộng đã hoạt động công khai, thách thức quyền lãnh đạo duy nhất của Đảng Cộng sản Slovenia. Chẳng mấy chốc, những người Cộng sản Slovenia, trước áp lực từ chính phong trào xã hội dân sự của họ, đã xảy ra mâu thuẫn với giới lãnh đạo Cộng sản Nam Tư.
Vào tháng 1 năm 1990, một Đại hội bất thường của Liên đoàn Cộng sản Nam Tư đã được triệu tập để giải quyết tranh chấp giữa các đảng phái. Đại hội không giải quyết được mâu thuẫn, Đảng Cộng sản Slovenia và Đảng Cộng sản Croatia đã tuyên bố tách khỏi Quốc hội Nam Tư vào ngày 23 tháng 1 năm 1990, đánh dấu sự chấm dứt tồn tại của đảng Cộng sản Nam Tư.
Đảng Cộng sản của các nước Slovenia và Croatia đã đàm phán bầu cử đa đảng với các phong trào đối lập tại riêng lãnh thổ của họ. Vào ngày 8 tháng 4 năm 1990, liên minh DEMOS ủng hộ dân chủ và chống Nam Tư đã giành chiến thắng trong cuộc bầu cử quốc hội ở Slovenia, trong khi vào ngày 22 tháng 4 năm 1990, cuộc bầu cử quốc hội Croatia đã đem đến một chiến thắng vang dội cho Liên minh Dân chủ Croatia (HDZ) do Franjo Tuđman lãnh đạo.
Kết quả cân bằng hơn nhiều ở Bosnia và Herzegovina và tại Macedonia trong các cuộc bầu cử quốc hội tháng 11 năm 1990, trong khi cuộc bầu cử quốc hội và tổng thống tháng 12 năm 1990 tại Serbia và Montenegro củng cố quyền lực của nhà độc tài Nam Tư Milošević và những người ủng hộ ông. Bầu cử tự do trên toàn quốc ở cấp độ Liên bang đã không bao giờ được tổ chức.
Các nhà lãnh đạo của Slovenia và Croatia bắt đầu chuẩn bị kế hoạch ly khai khỏi Liên bang. Trong cuộc trưng cầu dân ý độc lập ở Slovenia được tổ chức ngày 23 tháng 12 năm 1990, 88,5% người dân đã bỏ phiếu ủng hộ độc lập. Trong cuộc trưng cầu dân ý độc lập ở Croatia ngày 19 tháng 5 năm 1991, 93,24% người dân đã bỏ phiếu ủng hộ độc lập.
Căng thẳng sắc tộc ngày càng leo thang đã dẫn tới cuộc chiến tranh Nam Tư, sự tan rã của Nam Tư và sự độc lập của các quốc gia thành viên, theo trình tự thời gian:
- Slovenia (25 tháng 6 năm 1991)
- Croatia (25 tháng 6 năm 1991)
- Cộng hòa Macedonia (Ngày 08 tháng 9 năm 1991)
- Bosnia và Herzegovina (Ngày 01 tháng 3 năm 1992)
- Serbia và Montenegro (Nhà nước liên minh từ 1992-2006. Montenegro tuyên bố độc lập vào ngày 03 tháng 6 năm 2006)
- Kosovo (ngày 17 tháng 2 năm 2008, được công nhận một phần.)

## Hội nghị thượng đỉnh Malta

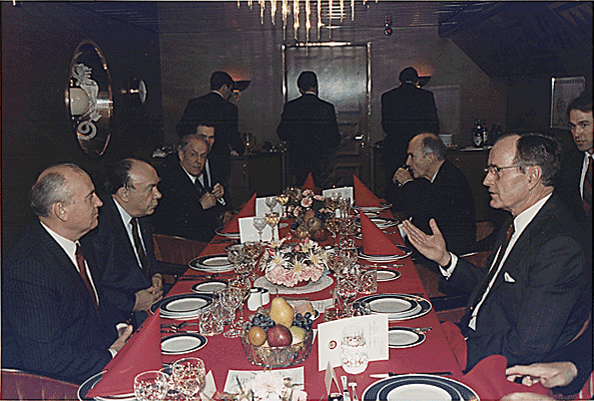
Mikhail Gorbachev và Tổng thống Mỹ George Bush trên boong tàu của Liên Xô Maxim Gorky, Marsaxlokk Harbour.

Hội nghị thượng đỉnh Malta bao gồm một cuộc họp giữa Tổng thống Mỹ George HW Bush và nhà lãnh đạo Liên Xô Mikhail Gorbachev, diễn ra khoảng 2-3 tháng mười hai, năm 1989, chỉ một vài tuần sau sự sụp đổ của Bức tường Berlin, trong đó hai bên chính thức kết thúc chiến tranh lạnh, một phần là nhờ kết quả của phong trào ủng hộ dân chủ rộng lớn. Đó là cuộc họp thứ hai của họ sau một cuộc họp trong đó có Tổng thống Ronald Reagan, tại New York vào tháng 12 năm 1988.
Các bản tin vào thời gian này gọi Hội nghị thượng đỉnh Malta là hội nghị quan trọng nhất kể từ năm 1945, khi Thủ tướng Anh Winston Churchill, thủ tướng Liên Xô Joseph Stalin và Tổng thống Mỹ Franklin D. Roosevelt đã nhất trí về một kế hoạch hậu chiến cho châu Âu tại Hội nghị Yalta.

## Trình tự thời gian bầu cử ở Đông Âu từ 1989-1991
Giữa mùa xuân 1989 và mùa xuân 1991, các nước thuộc Liên Xô và đông Âu dần từ bỏ chế độ xã hội chủ nghĩa. Tại một số nước, Đảng Cộng sản bị giải thể hoặc thậm chí bị cấm hoạt động trong một thời gian. Ở Trung và Đông Âu, kể cả những người đã từng là công dân của nước Liên Xô và Nam Tư cũ, đã tham gia các cuộc bầu cử đa đảng phái lần đầu tiên sau nhiều thập kỷ. Dưới đây là danh sách các cuộc bầu cử ở Đông Âu sau Các cuộc cách mạng 1989:
- Ba Lan – 4-6-1989
- Turkmenistan – 7-1-1990
- Uzbekistan – 18-2-1990
- Litva – 24-2-1990
- Moldavia- 25-2-1990
- Kirghizia – 25-2-1990
- Tajikistan – 25-2-1990
- Byelorussia – 3-3-1990
- Nga – 4-3-1990
- Ukraina – 4-3-1990
- Đông Đức – 18 -3- 1990
- Estonia – 18-3-1990
- Latvia – 18-3-1990
- Hungary – 25-3-1990
- Kazakhstan – 25-3-1990
- Slovenia – 8-4-1990
- Croatia – 24-4-1990
- România – 20-5-1990
- Armenia – 20-5-1990
- Tiệp Khắc – 8-6-1990
- Bulgaria – 10-6-1990
- Azerbaijan – 30-9-1990
- Gruzia – 28-10-1990
- Macedonia – 11-11-1990
- Bosnia and Herzegovina – 18-11-1990
- Serbia – 8-12-1990
- Montenegro – 9-12-1990
- Albania – 7- 4 -1991

## Ở châu Á

### Mông Cổ
Mông Cổ tuyên bố độc lập vào năm 1911 ngay trước khi sự sụp đổ của triều đại nhà Thanh diễn ra. Đảng Nhân dân Mông Cổ lên nắm quyền vào năm 1921, và đổi tên thành Đảng Nhân dân Cách mạng Mông Cổ. Trong giai đoạn này, Mông Cổ liên minh chặt chẽ với Liên Xô. Sau khi Yumjaagiin Tsedenbal chết năm 1984, ban lãnh đạo mới của Đảng dưới quyền Jambyn Batmönkh đã thực hiện một số cải cách kinh tế, nhưng không đủ để làm hài lòng quần chúng nhân dân đòi hỏi những thay đổi triệt để hơn. Cách mạng Mông Cổ là một cuộc cách mạng dân chủ, bất bạo động bắt đầu bằng các cuộc biểu tình và tuyệt thực tập thể trên cả nước, cuối cùng đã chấm dứt 70 năm chủ nghĩa cộng sản ở Mông Cổ và tiến tới thành lập một nhà nước dân chủ. Cuộc cách mạng được mở đầu bởi những cuộc biểu tình của giới trẻ tại Quảng trường Sükhbaatar ở thủ đô Ulaanbaatar, và kết thúc với việc chính quyền Cộng sản từ chức mà không hề đổ máu. Một số nhà lãnh đạo chính của cuộc cách mạng là Tsakhiagiin Elbegdorj, Sanjaasürengiin Zorig, Erdeniin Bat-Üül và Bat-Erdeniin Batbayar.
Trong buổi sáng ngày 10 tháng 12 năm 1989, cuộc biểu tình công khai đầu tiên đã xảy ra trước Trung tâm Văn hóa Thanh niên ở thủ đô Ulaanbaatar. Tai đây, Elbegdorj tuyên bố thành lập Liên minh Dân chủ Mông Cổ, và phong trào dân chủ đầu tiên ở Mông Cổ chính thức bắt đầu. Những người biểu tình kêu gọi Mông Cổ noi gương Liên Xô và tiến hành các chương trình cải tổ perestroika và glasnost. Giới bất đồng chính kiến yêu cầu bầu cử tự do và cải cách kinh tế.
Những người biểu tình đã thêm yếu tố dân tộc chủ nghĩa vào các cuộc biểu tình bằng cách sử dụng những biểu ngữ mang chữ viết truyền thống của dân tộc Mông Cổ (Hầu hết người Mông Cổ không thể đọc được chữ viết truyền thống của dân tộc họ khi mà chính quyền cộng sản đã áp đặt bảng chữ cái Cyrillic của Nga trong hàng chục năm). Vào ngày 14 tháng 1 năm 1990, những người biểu tình, với số lượng đã tăng từ ba trăm lên 1.000 người, đã cùng nhau tập hợp tại một quảng trường trước Bảo tàng Lenin ở Ulaanbaatar, nơi đây đã được đổi tên thành Quảng trường Tự do kể từ đó.
Một cuộc biểu tình ở Quảng trường Sükhbaatar vào ngày 21 tháng 1 (trong thời tiết lạnh với nhiệt độ tụt xuống ngưỡng -30 độ C) cũng đã nổ ra. Những người biểu tình mang theo các biểu ngữ ca ngợi Thành Cát Tư Hãn, vị anh hùng dân tộc mà các lớp học lịch sử tại Mông Cổ thời điểm đó đã bỏ qua không đề cập đến do ảnh hưởng của giáo dục xã hội chủ nghĩa.
Trong những tháng tiếp theo của năm 1990, các nhà hoạt động tiếp tục tổ chức biểu tình, tuần hành và tuyệt thực, song song với đó là các cuộc đình công của giáo viên và công nhân. Các nhà hoạt động đã nhận được sự ủng hộ ngày càng tăng từ mọi tầng lớp nhân dân Mông Cổ, cả ở thủ đô cũng như nông thôn.
Sau nhiều cuộc biểu tình của hàng ngàn người dân ở thủ đô cũng như các tỉnh, đến ngày 4 tháng 3 năm 1990, MDU cùng với ba tổ chức dân chủ khác đã tổ chức một cuộc họp quần chúng ngoài trời và mời chính phủ tham dự. Chính phủ đã không gửi đại diện nào đến tham gia cuộc họp, cuối cùng đã dẫn tới một cuộc biểu tình của hơn 100.000 người dân yêu cầu cải cách dân chủ. Jambyn Batmönkh đã quyết định giải tán Bộ Chính trị và từ chức vào ngày 9 tháng 3 năm 1990.
Cuộc bầu cử quốc hội lưỡng viện đa đảng, tự do đầu tiên của Mông Cổ diễn ra vào ngày 29 tháng 7 năm 1990. Đảng Nhân Dân Cách mạng Mông Cổ (MPRP) vẫn chiếm đa số ở cả hai viện, nhưng rồi đảng này đã thua cuộc bầu cử năm 1996. Những tốp lính Nga cuối cùng tại Mông Cổ đã rút về nước từ tháng 12 năm 1992.

## Sự sụp đổ của Liên Bang Xô viết

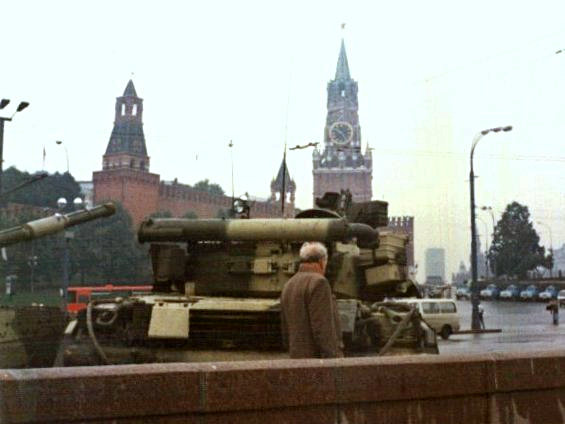
Xe tăng tại Quảng trường Đỏ ở Moskva trong cuộc đảo chính năm 1991

Sự suy yếu của chính phủ Xô viết đã dẫn đến một loạt các sự kiện mà cuối cùng gây ra sự tan rã của Liên Xô, một quá trình dần dần diễn ra từ 19 tháng 1 năm 1990 tới 31 Tháng 12 Năm 1991. Quá trình này dẫn tới nhiều trong số các nước cộng hòa của Liên Xô tuyên bố độc lập.
Gồm 15 nước tuyên bố tách khỏi Liên Xô:
- Turkmenistan – 7-1-1990
- Uzbekistan – 18-2-1990
- Litva – 24-2-1990
- Moldavia- 25-2-1990
- Kirghizia – 25-2-1990
- Tajikistan – 25-2-1990
- Byelorussia – 3-3-1990
- Nga – 4-3-1990
- Ukraina – 4-3-1990
- Estonia – 18-3-1990
- Latvia – 18-3-1990
- Kazakhstan – 25-3-1990
- Armenia – 20-5-1990
- Azerbaijan – 30-9-1990
- Gruzia – 28-10-1990

## Nguyên nhân của sự sụp đổ hệ thống chủ nghĩa xã hội
Nguyên nhân sự sụp đổ tan rã của Liên Xô được nhiều chuyên gia ngh.iên cứu phân tích trên nhiều khía cạnh lịch sử đất nước Liên Xô, đưa ra các quan điểm khác nhau.

### Theo các chuyên gia phân tích quốc tế
Lịch sử về sự giải thể của Liên Xô có thể được phân loại thành hai nhóm, đó là nhóm sự giải thể có chủ ý và nhóm giải thể có tính cấu trúc.
Nhóm phân tích giải thể có chủ ý cho rằng sự sụp đổ của Liên Xô là không thể tránh khỏi và xuất phát từ những chính sách và quyết định quan trọng của các cá nhân đứng đầu Liên Xô (thường là Gorbachev và Yeltsin). Một ví dụ điển hình của Nhà sử học Archie Brown, trong cuốn The Gorbachev Factor, cho rằng Gorbachev là lực lượng chính trong chính trị của Liên Xô ít nhất là trong giai đoạn 1985 -1988 và cả sau đó, chủ yếu dẫn đầu các cải cách chính trị và phát triển trái ngược với sự kiện diễn ra. Điều này đặc biệt đúng với các chính sách Liên Xô đã ban hành như: Chính sách perestroika và Chính sách glasnost, các sáng kiến thị trường và lập trường chính sách đối ngoại như nhà khoa học chính trị George Breslauer đã tán thành, gán cho Gorbachev một "người đàn ông của các sự kiện". Ở một khía cạnh khác, David Kotz và Fred Weir đã cho rằng giới tinh hoa Liên Xô chịu trách nhiệm thúc đẩy cả chủ nghĩa dân tộc và chủ nghĩa tư bản mà từ đó họ có thể hưởng lợi (điều này cũng được chứng minh bằng sự hiện diện liên tục của họ trong thời kỳ kinh tế và chính trị cao hơn của hậu thế Cộng hòa Xô viết).
Ngược lại, Nhóm phân tích giải thể có tính cấu trúc lại có một cái nhìn xác định hơn trong đó giải thể Liên Xô là kết quả của các vấn đề cấu trúc có từ nguồn gốc sâu xa, đã gieo một "quả bom hẹn giờ". Ví dụ, Edward Walker đã lập luận rằng trong khi các quốc gia thiểu số bị từ chối quyền lực ở cấp Liên minh, phải đối mặt với một hình thức hiện đại hóa kinh tế bất ổn về văn hóa và phải chịu sự Nga hóa về dân tộc, các quốc gia này được củng cố bởi một số chính sách theo đuổi Chế độ Xô Viết (như bản địa hóa lãnh đạo, hỗ trợ ngôn ngữ địa phương, quyền ly khai chính trị v.v.) theo thời gian đã tạo ra các quốc gia có ý muốn tách ra độc lập.
Vào ngày 25 tháng 1 năm 2016, Tổng thống Nga Vladimir Putin ủng hộ quan điểm này, gọi sự ủng hộ của Lenin về quyền ly khai đối với Cộng hòa Liên Xô là "quả bom nổ chậm". Đồng thời Vladimir Putin đổ lỗi cho Lenin và ủng hộ quyền ly khai chính trị của nước cộng hòa cho sự tan rã của Liên Xô. Putin cũng chỉ trích khái niệm "quốc gia liên bang" của Lenin mà trong đó các thực thể có quyền được ly khai, ông cho là khái niệm này đóng góp một phần lớn vào sự tan rã của Liên Xô năm 1991. Một ngày sau, theo thông tấn xã Nga TASS, ông giải thích rõ hơn ý câu nói của mình: "Ý tôi muốn nói về cuộc tranh luận giữa Stalin và Lênin về việc cần xây dựng Liên bang Xô Viết như thế nào. Hồi đó Stalin đưa ra ý tưởng tự trị hóa Liên bang xô viết, theo đó, các chủ thể của Nhà nước tương lai sẽ gia nhập Liên Xô trên cơ sở tự trị với những quyền hạn rộng lớn. Lenin đã kịch liệt chỉ trích lập trường của Stalin và cho rằng ý tưởng đó không hợp thời". Putin nói Lênin chủ trương "thành lập Liên Xô trên cơ sở bình đẳng hoàn toàn, các chủ thể (những nước cộng hòa tự trị) có quyền tách ra khỏi Liên bang", điều này tuy tôn trọng nguyên tắc bình đẳng dân tộc nhưng lại trở thành mầm mống pháp lý gây tan rã Liên Xô sau này.

### Theo các chuyên gia phân tích trong nước

#### Nguyên nhân chính trị
Đảng Cộng sản Liên Xô trở thành quyền lực tối cao, hòa trộn chức năng giữa Đảng và chính quyền, dẫn tới Đảng có sự bao biện, làm thay các cơ quan nhà nước, các tổ chức quần chúng, làm cho bộ máy của Đảng cồng kềnh, hoạt động kém hiệu quả, không tập trung được vào công việc chủ yếu của mình. Hệ thống điều hành tổng lực của đất nước xuất hiện sự già cỗi, chậm đổi mới; Không có thiết chế kiểm soát quyền lực của Đảng Cộng sản và các cá nhân lãnh đạo Đảng. Mặc dù hệ thống giáo dục tốt, nền tảng dân trí cao nhưng thiếu phản biện xã hội thực sự khiến ban lãnh đạo Liên Xô không nhận thức được những khiếm khuyết của mình. Nhóm cải cách do Mikhail Sergeyevich Gorbachyov đứng đầu vừa không thoát khỏi cách làm cũ, vừa mắc những sai lầm mới: biến phản biện xã hội thành một quá trình không kiểm soát được, biến hoạt động khoa học và lý luận của các cơ quan soạn thảo văn kiện nhiều khi thành một hoạt động dạng câu lạc bộ vô chính phủ.
Chính quyền Liên Xô trong giai đoạn cuối đã không nghiêm minh trong việc thực hiện pháp luật, kỷ luật đối với Đảng viên bị buông lỏng, cũng như những hạn chế trong việc thực hiện công bằng xã hội khi nhiều cán bộ thoái hóa đã tự cho mình được hưởng đặc quyền đặc lợi mà không bị pháp luật trừng trị V. I. Lê-nin đã nhấn mạnh: chuyên chính vô sản phải bảo đảm thực hiện nền dân chủ XHCN, nhân dân là chủ nhân xã hội và trực tiếp tham gia mọi công việc của nhà nước, nhân dân đóng vai trò ngày càng quan trọng trong công việc quản lý xã hội. Nhưng từ thời Stalin, Đảng Cộng sản Liên Xô ngày càng có xu hướng quan liêu, xa rời nhân dân mà không đề ra cơ chế nào đế sửa chữa. Môi trường thiếu dân chủ, cơ chế tổ chức yếu kém, kỷ luật đảng lỏng lẻo. Tình trạng đặc quyền đặc lợi và quan liêu, "mua quan, bán chức" trong Đảng ngày càng nặng nề... Nguyên tắc tập trung dân chủ không được áp dụng triệt để, thậm chí còn bị giải thích sai lạc để bảo vệ lợi ích của những quan chức quan liêu. Một loạt lãnh đạo cao cấp ở Liên Xô và các nước XHCN ở Đông Âu đã nắm quyền suốt đời mà không bị giới hạn nhiệm kỳ. Nền dân chủ XHCN ở Liên Xô và các nước Đông Âu trên thực tế bị hạn chế rất nhiều so với các tuyên ngôn chính thức. Ngay cả văn học - nghệ thuật, khoa học xã hội và vai trò của nhân dân trong giám sát, phản biện các chính sách cũng bị hạn chế. Tình trạng ấy dẫn đến những bức xúc về tư tưởng, tinh thần trong xã hội không được giải tỏa, gây nên những rạn nứt trong quan hệ giữa nhân dân với Đảng và Nhà nước
Sai lầm trong nhận thức lý luận còn thể hiện ở phương pháp không đúng khi tiếp cận với chủ nghĩa Marx-Lenin, sự bảo thủ, hẹp hòi trong thái độ ứng xử với những giá trị của văn minh nhân loại, nhất là những gì liên quan đến chủ nghĩa tư bản. Đặc biệt, sự độc đoán, chuyên quyền, mất dân chủ và chủ nghĩa cá nhân là nguyên nhân cản trở, không cho phép phát triển hệ thống lý luận khoa học, khách quan, đúng đắn trong điều kiện chủ nghĩa xã hội hiện thực mô hình Xô-viết 

#### Nguyên nhân kinh tế
Nguyên nhân này xuất phát từ bên trong và có tính sâu xa. Hệ thống kinh tế quan liêu bao cấp đã không kế thừa được những ưu điểm của nền kinh tế tư sản. Mô hình kinh tế Liên Xô không thúc đẩy được động cơ làm việc, tăng năng suất của người lao động. Việc kế hoạch hóa nền kinh tế một cách cưỡng ép, chủ quan đã đi ngược lại quy luật khách quan của lịch sử. Việc tiến hành kế hoạch hóa, tập thể hóa nền kinh tế được áp dụng tràn lan, sai nguyên tắc trong khi năng lực sản xuất của nền kinh tế và người lao động còn thấp. Việc chèn ép sở hữu tư nhân, coi nhẹ sở hữu cổ phần cũng như các hình thức kinh doanh đa sở hữu khác gây ra sự gia tăng tình trạng độc quyền phi kinh tế và tình trạng quan liêu, tham nhũng, lãng phí do ai cũng có quyền ra lệnh, can thiệp vào hoạt động của doanh nghiệp nhưng không ai chịu trách nhiệm trực tiếp về kết quả kinh doanh của từng doanh nghiệp nói riêng và nền kinh tế quốc gia nói chung
Đảng Cộng sản Liên xô và Nhà nước Xô-viết đã áp dụng những biện pháp hành chính, áp đặt để giải quyết các nhiệm vụ phát triển kinh tế. Toàn bộ tư liệu sản xuất được công hữu hóa hay tập thể hóa. Sở hữu tư nhân và tất cả các thành phần kinh tế ngoài quốc doanh và tập thể đều bị xóa bỏ. Thị trường tư nhân không phát triển do bị coi là xa lạ với chủ nghĩa xã hội. Trong nông nghiệp, chính sách hợp tác hóa đã làm suy yếu sản xuất ở nông thôn, tước bỏ động lực cần thiết, làm cho nền nông nghiệp phát triển chậm, năng suất lao động thấp. Nền công nghiệp Liên Xô khả quan hơn, nhưng chỉ phát triển tốt ở một số ngành công nghiệp nặng, khai khoáng, công nghiệp quốc phòng. Công nghiệp sản xuất hàng tiêu dùng có ý nghĩa đặc biệt quan trọng với xã hội lại là khu vực yếu nhất, những hàng hóa, nhu yếu phẩm tiêu dùng không đa dạng. Nhiều thời kỳ, hàng hóa khan hiếm gây bức xúc trong xã hội.
Vào cuối những năm 1960, Liên Xô và các nước trong hệ thống XHCN ở Đông Âu đã thu được những thành tựu quan trọng về kinh tế - xã hội, chuyển sang giai đoạn xây dựng chủ nghĩa xã hội phát triển, nhưng cơ chế quản lý vận hành nền kinh tế đã không có bất cứ sự thay đổi nào. Hơn thế nữa, cơ chế đó còn tỏ ra ngày càng kém hiệu quả hơn do hệ thống công quyền ngày càng quan liêu hóa. Những thành tựu của cuộc cách mạng khoa học, công nghệ của nhân loại không được áp dụng kịp thời vào sản xuất. Tăng trưởng kinh tế nhằm mục tiêu giành thắng lợi trong cuộc chạy đua "ai thắng ai" với các nước tư bản không đạt được như mong muốn. Không những thế, nền kinh tế còn sa vào tình trạng trì trệ, chất lượng hàng hóa tiêu dùng thấp, không được đổi mới về hình thức, mẫu mã, không đáp ứng được yêu cầu tiêu dùng gia tăng của nhân dân.
Trong cuốn sách The Politics of Bad Faith, tác giả David Horowitz nhận xét rằng tiêu chuẩn sống của người dân Liên Xô trong những năm 1980 ngày càng sụt giảm. Sự thiếu hụt các mặt hàng tiêu dùng ngày càng tăng, nhiều nơi người dân đã phải đối mặt với tình trạng thiếu giấy vệ sinh (mặc dù Liên Xô có diện tích rừng lớn nhất trên thế giới). Cũng theo Horowitz, 1/3 số hộ gia đình ở Liên Xô không có hệ thống cấp nước máy, 2/3 số hộ gia đình không có hệ thống cấp nước nóng. Hệ thống y tế từng là niềm tự hào của Liên Xô cũng gặp khó khăn: 1/3 các bệnh viện ở Liên Xô thời kỳ này không có hệ thống cấp nước tự động, trang thiết bị y tế tại nhiều bệnh viện trở nên lỗi thời, tình trạng khan hiếm thuốc men diễn ra. Tuổi thọ trung bình của người dân Liên Xô bị tụt lại khá xa so với các nước có nền kinh tế tư bản phát triển (kém hơn 9 tuổi so với Hoa Kỳ và 12 tuổi so với Nhật Bản). Các loại thực phẩm phổ biến như sữa, thịt, pho mát, đường, rau quả, bánh mì, khoai tây, và thậm chí là cả vodka trở nên ngày một khan hiếm, còn xà phòng, bột giặt và kem đánh răng thì luôn thiếu hụt. Tình trạng thiếu nhà ở tại Liên Xô cũng bắt đầu diễn ra, hàng ngàn người vô gia cư ở thủ đô Moskva đã phải sống trong những căn lều dựng tạm hoặc những trạm xe điện .
Đến tháng 8 năm 1991, cuộc đảo chính tháng 8 xảy ra, hoạt động kinh tế đình trệ do Nhà nước Liên Xô không còn hoạt động nữa. Đến tháng 10, Liên Xô xảy ra tình trạng khan hiếm lương thực thực phẩm trên diện rộng do nhiều nông dân từ chối thanh toán bằng tiền rúp Liên Xô (do Nhà nước Liên Xô đang tan rã nên nông dân không muốn dùng tiền do Nhà nước phát hành), tỉ lệ lạm phát đã lên tới hơn 300%, các nhà máy đã không còn đủ khả năng để trả lương cho công nhân, nguồn nhiên liệu dự trữ ở một số nơi thì chỉ đáp ứng 50-80% nhu cầu cho mùa đông đang đến. Ước tính kinh tế Liên Xô đã sụt giảm 20% do cuộc khủng hoảng chính trị năm 1991. Tổng thống Gorbachev kêu gọi sự hỗ trợ từ các nước phương Tây nhưng bị từ chối. Các tổ chức kinh tế - tài chính toàn cầu như IMF và WB tuyên bố rằng nền kinh tế của Liên Xô hiện đã tê liệt và mọi sự giúp đỡ của họ vào thời điểm này là vô ích. Tháng 12/1991, Liên Xô chính thức tan rã.

#### Sự chống phá của các thế lực thù địch nước ngoài
Lực lượng theo khuynh hướng tư bản chủ nghĩa khoác những chiếc áo dân tộc... Trên bề mặt thì tất cả đều yên tĩnh, vang lên những lời nói vui vẻ về tình hữu nghị giữa các dân tộc, nhưng ở bên trong thì âm ỉ những lò lửa của sự hằn thù đã tiến hành những hoạt động "diễn biến hòa bình", gây mâu thuẫn giữa các sắc tộc của Liên Xô. Các biện pháp bao gồm: bôi nhọ chủ nghĩa Marx-Lenin, gây mất lòng tin của người dân vào chính quyền bằng các biện pháp chụp mũ, tạo tin đồn giả.
Trong việc làm tan rã Liên Xô có vai trò nổi bật của Tổng thống Cộng hòa Xô viết Nga Boris Yeltsin. Thực ra chính tình báo Mỹ đã thông đồng với Boris Yeltsin và báo trước cho ông ta biết về những kế hoạch quan trọng của phe đối lập, giúp ông ta giành thắng lợi trong cuộc đối đầu với Ủy ban nhà nước về tình trạng khẩn cấp do CIA đã đặt máy nghe trộm ngay dưới chân điện Kremli. Đích thân tổng thống Mỹ George Bush (cha) và thủ tướng Anh là John Major đã gọi điện báo trước về âm mưu đảo chính và thúc giục Yeltsin phải có hành động nhằm tranh thủ sự đồng tình và nắm chắc quân đội. A. Shcherbatov - Chủ tịch Liên minh các quý tộc Nga ở Mỹ, đã tiếp xúc với Đại sứ Mỹ Robert Strauss tại Liên Xô khi đó, và đã bay từ Mỹ về Moskva vào đúng ngày xảy ra cuộc đảo chính. Ông kể: "Tôi đã cố tìm hiểu các chi tiết về cuộc đảo chính. Sau đó vài ngày, tôi biết được nhiều điều: CIA đã chuyển tiền qua Đại sứ Strauss cho các tướng lĩnh quân đội mà ông ta đã mua chuộc được: Các sư đoàn lính dù Taman và Dzerzhisk đã đứng về phía Yeltsin." Cho đến tận sau này, nhiều người Nga vẫn đánh giá Boris Yeltsin rất tiêu cực vì sự thông đồng của ông ta với tình báo nước ngoài

#### Sự suy thoái của truyền thông, báo chí Liên Xô
Tại các cơ quan truyền thông, báo chí, tuyên truyền lớn của Liên Xô, từ 1986 đến 1988, một loạt cán bộ chủ chốt được thay thế bởi những người có tư tưởng ủng hộ phương Tây, mặt trận báo chí của Đảng Cộng sản Liên Xô dần bị "đánh chiếm". Từ đó, báo chí Liên Xô liên tục gây khuynh đảo dư luận khi ngấm ngầm (rồi sau đó công khai) viết bài chỉ trích lịch sử cách mạng, trong khi lại tán dương chủ nghĩa tư bản phương Tây. Ảnh hưởng từ báo chí, tư tưởng Đảng viên và nhân dân Liên Xô trở nên dao động dữ dội, ngày càng có nhiều người bi quan về đất nước trong khi lại ảo tưởng về phương Tây Năm 1994, nhà văn Yuri Boldarev khi nhìn lại tình cảnh của thời kỳ này đã nói: "Trong sáu năm, báo chí Liên Xô đã thực hiện được mục tiêu mà quân đội Đức Quốc xã với hàng triệu quân tinh nhuệ nhất cũng không thể thực hiện được khi xâm lược nước ta, đó là đánh đổ Nhà nước Liên Xô. Quân đội Đức có thiết bị kỹ thuật hàng đầu nhưng thiếu một thứ, đó là hàng triệu ấn phẩm mang vi khuẩn hủy diệt tư tưởng của nhân dân Liên Xô".

#### Sự phản bội củaMikhail Sergeyevich Gorbachyovvà những thành phần cơ hội
Theo đảng Cộng sản Việt Nam, trong lĩnh vực chính trị, Gorbachyov đã thay dần những người trung thành với học thuyết của chủ nghĩa Marx-Lenin và sự nghiệp xây dựng chủ nghĩa cộng sản ở Liên Xô bằng những phần tử cơ hội, tham nhũng cùng chí hướng với mình vào bộ máy của Đảng và Nhà nước, tước bỏ nguyên tắc tập trung dân chủ trong lãnh đạo của Đảng. Trong kinh tế, quá trình cổ phần hóa, tư hữu hóa bị cố tình thực hiện sai nguyên tắc, tạo ra những kẻ tham ô, tham nhũng, định giá tài sản nhà nước một cách rẻ mạt. Chính Mikhail Sergeyevich Gorbachyov đã phản bội lại lý tưởng mà ông ta đã theo đuổi. Đường lối cải tổ của Mikhail Sergeyevich Gorbachyov đã xuất hiện rất nhiều sai lầm. Trong quan hệ với đồng sự, Gorbachyov là con người né tránh vấn đề, giỏi che đậy, khôn ngoan và có kỹ năng và chiến thuật làm mọi người nhanh quên đi những quan điểm của mình.
Gorbachyov đã để cho vợ mình, một người không có chức vụ, tham gia một cách bình đẳng vào việc thông qua các quyết định ở cấp cao nhất. Theo những đề nghị của bà, người ta đã hạ bệ nhiều quan chức cao cấp, nhiều chuyên gia giỏi để dành những vị trí đó cho những kẻ không hề hình dung nổi nhiệm vụ được giao phó, những người không hợp với bà ta không hề có cơ hội được đảm nhận chức vụ. Chính sự tham gia này đã góp phần khiến Liên Xô sụp đổ.
Để góp phần đưa Gorbachyov lên chức Tổng bí thư, các lực lượng phương Tây đã đẩy mạnh tô vẽ Gorbachyov trong khi tăng cường bôi xấu G.V.Romanov, người có quan điểm cương quyết chống phương Tây và Hoa Kỳ. Phía Hoa Kỳ đã cố tình làm nhỡ chuyến bay từ Hoa Kỳ về Liên Xô của Ủy viên Bộ Chính trị Xerbitxk – người biểu quyết loại bỏ Gorbachyov. Chính Gorbachyov đã làm suy yếu KGB - một cơ quan quan trọng, đóng vai trò bảo vệ Đảng Cộng sản Liên Xô.
Sau này, vào tháng 5/1993, Gorbachev thăm Pháp đã trả lời phỏng vấn báo "Le Figaro" về khả năng "hỗ trợ bên ngoài" trong việc xóa bỏ Liên Xô, Gorbachev lần đầu tiên công nhận rằng trong cuộc gặp với Tổng thống Mỹ Ronald Reagan tại Reykjavik, ông đã "trao Liên Xô vào tay Mỹ" (trong hồi ký của mình, Reagan nói rằng ông ta đã bị sốc vì vui mừng khi biết một bộ phận trong giới chính trị cấp cao Liên Xô chấp thuận việc phá tan đất nước mình). Năm 1999, tại trường đại học Mỹ ở Thổ Nhĩ Kỳ, Gorbachev đã tự thú nhận: "Mục tiêu của toàn bộ đời tôi là tiêu diệt chủ nghĩa cộng sản. Chính vì để đạt được mục tiêu này tôi đã sử dụng địa vị của mình trong Đảng và trong Nhà nước. Khi trực tiếp làm quen với phương Tây, tôi đã hiểu rằng tôi không thể từ bỏ mục tiêu chống cộng sản đã đặt ra. Và để đạt được nó, tôi đã phải thay đổi toàn bộ Ban lãnh đạo Đảng cộng sản Liên Xô và Xô viết Tối cao cũng như Ban lãnh đạo ở tất cả các nước Cộng hoà. Tôi đã tìm kiếm những người ủng hộ để hiện thực hoá mục tiêu đó, trong số này đặc biệt có A.Yakovlev, Shevardnadze..."
Ngày 17/3/1991, tại Liên Xô đã có một cuộc trưng cầu dân ý toàn Liên bang về việc có duy trì Liên bang Xô Viết nữa hay không. Trong số 148.574.606 cử tri tham gia bỏ phiếu, đã có 113.512.812 phiếu (76%) ủng hộ duy trì Liên Bang Xô Viết. Như vậy, phần lớn người dân Liên Xô vẫn muốn đất nước tồn tại. Sự tan rã của Liên Xô không bắt nguồn từ ý nguyện của đa số nhân dân, mà thực chất nó là quyết định của giới lãnh đạo cấp cao Liên Xô: thay vì cải cách mô hình kinh tế thì những nhà lãnh đạo này đã quay sang đập phá hệ thống chính trị, làm suy yếu bộ máy Nhà nước, rồi chính họ tự ý ra quyết định giải tán Nhà nước Liên Xô (dù điều này trái với kết quả trưng cầu dân ý trước đó chỉ vài tháng)
Trong Chính biến tháng 8 năm 1991, nguyên soái Dmitry Yazov là thành viên của Ủy ban Nhà nước về Tình trạng Khẩn cấp nhằm cứu vãn Liên Xô nhưng thất bại. Sau này, ông kể lại rằng thực ra "Ủy ban Nhà nước về Tình trạng Khẩn cấp" không hề có ý định đảo chính, mà mục tiêu của họ là ngăn chặn sự phá hoại Nhà nước Liên Xô của Gorbachev và Yeltsin:
Gorbachev không phải là người đủ chín chắn để lãnh đạo một quốc gia như vậy. Đất nước của chúng ta rất phức tạp, có rất nhiều dân tộc, từng có một đội quân lớn mạnh như vậy, một lãnh thổ rộng lớn như vậy. Lẽ ra, không nên trao cho người này quyền lãnh đạo một nhà nước như vậy. Thật là tồi tệ khi người ta đã phá bỏ đất nước này. Nhưng không phải chỉ một mình ông ta làm việc này. Còn có những người thân cận đã tiếp tay cho ông ta.
Tôi coi Yeltsin là một kẻ hám danh, khéo lợi dụng cảm xúc của mọi người... Giá như ông ta nghĩ đến việc gìn giữ Liên bang Xô Viết, thì ông ta đã cư xử khác đi. Nhưng ông ta chỉ nghĩ đến bản thân. Và chọn cho mình một ê kíp phù hợp. Ê kíp đó đã xẻ nát một đất nước vĩ đại ra thành những miếng mồi béo bở.